# Dušan Melichárek
Dušan Melichárek (* 29. November 1983 in Prag) ist ein tschechischer Fußballspieler. Der Torwart bestritt seine bisherige Karriere in seinem Heimatland und in Schweden.

## Werdegang
Melichárek spielte in der Jugend beim FC Slovácko, für den er später in der Reservemannschaft im Herrenfußball debütierte. 2004 verlieh ihn der Klub für ein Jahr an den FC Veselí nad Moravou. Im Sommer 2005 absolvierte er ein Probetraining beim schwedischen Zweitligisten Mjällby AIF, der ihn daraufhin unter Vertrag nahm. Unter Trainer Sören Cratz und dessen Nachfolger Thomas Andersson-Borstam gehörte er auf Anhieb zur Stammformation und schaffte mit dem Vorjahresaufsteiger am Ende der Spielzeit 2005 den Klassenerhalt. Auch in der folgenden Spielzeit war er zunächst Stammkraft, ehe er zeitweilig nach einem Platzverweis den Platz zwischen den Pfosten an Christian Fegler abtreten musste. Auch in der Spielzeit 2007 gab es ein Duell um den Stammplatz im Tor des Klubs, dieses Mal mit dem neu verpflichteten Rickard Fransson. Letztlich kam Melichárek auf 17 Saisonspiele.
Nachdem Mjällby AIF für die Spielzeit 2008 mit dem ehemaligen Nationaltorhüter Mattias Asper erneut einen neuen Torhüter verpflichtet hatte, sah sich Melichárek nach einem neuen Klub um. Im Februar verpflichtete ihn der Erstligist Malmö FF zunächst auf Leihbasis bis zum Sommer mit einer vertraglich vereinbarten Kaufoption. Obwohl als Ersatztorhüter hinter Jonas Sandqvist noch ohne Einsatz in der Allsvenskan geblieben, einigten sich die Parteien im Juli auf einen bis Ende 2011 gültigen Kontrakt. Am 2. August wechselte ihn Roland Nilsson für Sandqvist bei der 0:2-Niederlage gegen den IFK Göteborg ein, drei Wochen nach seinem Debüt verdrängte er den Konkurrenten bis zum Saisonende. In der Vorbereitung auf die folgende Spielzeit rückte er wieder ins zweite Glied. Auch nachdem sich der Konkurrent mit dem Verein nicht über eine Verlängerung des zum Saisonende auslaufenden Vertrags einigen konnte und daraufhin den Klub verlassen hatte, blieb er hinter dem neu verpflichteten Johan Dahlin Ersatzmann und kam nur vereinzelt zu Spieleinsätzen. Als der Klub in der Spielzeit 2010 den schwedischen Meistertitel gewann, blieb er ohne Saisoneinsatz. In der folgenden Spielzeit absolvierte er 18 Saisonspiele, als er von einer Verletzungspause Dahlins profitierte. Er spielte während dieser Zeit mit dem Klub in den Qualifikationsrunden der UEFA Champions League 2011/12, in der er an der Seite von Jiloan Hamad, Daniel Larsson und Ulrich Vinzents mit der Mannschaft knapp die Champions-League-Gruppenphase durch eine 1:4-Auswärtsniederlage und einen 2:0-Heimerfolg gegen Dinamo Zagreb verpasste. Nach der Rückkehr Dahlins Ende August blieb ihm wieder die Rolle des Ersatztorhüters, dieser stand auch in der Gruppenphase der UEFA Europa League 2011/12 im Tor.
Im Januar 2012 kehrte Melichárek nach Ablaufen seines Vertrages zum FC Slovácko zurück.